# Walter Bathe
Walter Bathe (n. 1 decembrie 1892, Proboszczów⁠(d), Złotoryja County⁠(d), Voievodatul Silezia Inferioară, Polonia – d. 19 septembrie 1959, Cesenatico, Emilia-Romagna, Italia) a fost un înotător ce a reprezentat Germania, medaliat olimpic. A participat la o ediție a Jocurilor Olimpice (1912) în care a câștigat două medalii de aur.